# José Felipe Márquez Cañizales
José Felipe Márquez Cañizales è un comune del Venezuela situato nello Stato di Trujillo.
Il capoluogo del comune è la città di El Paradero.